# Magyarderzse
Magyarderzse (románul Dârja) település Romániában, Kolozs megyében.

## Fekvése
Kolozsvártól 43 km-re északra, Szamosújvártól 35 km-re nyugatra, Páncélcseh, Szentkatolnadorna, Poklostelke és Kide közt fekszik.

## Története
1340-ben említik először Dersa néven. Egy 1510-es irat szerint saját plébániatemploma van, melynek papja, Mihály ebben az évben gyilkosság áldozata lett.
Katolikus lakói a reformáció idején áttérnek a református vallásra.
1658-ban a tatárok elpusztították a települést, a megfogyatkozott magyar lakosság mellé románok költöztek.
A trianoni békeszerződésig Szolnok-Doboka vármegye Szamosújvári járásához tartozott.

## Lakossága
1910-ben 922 lakosából 737 román, 127 magyar, 56 cigány és 2 német volt.
2002-ben 246 lakosából 213 román, 26 cigány és 7 magyar nemzetiségűnek vallott magát.